# Miechów (gmina w województwie kieleckim)
Miechów (od 1973 Kazanów) – dawna gmina wiejska istniejąca do 1954 roku w woj. kieleckim. Nazwa gminy pochodzi od wsi Miechów, lecz siedzibą władz gminy był Kazanów.
Za Królestwa Polskiego gmina należała do powiatu iłżeckiego w guberni radomskiej. 1 stycznia?/13 stycznia 1870 do gminy przyłączono obszar zniesionego miasta Kazanów.
W okresie międzywojennym gmina Miechów należała do powiatu iłżeckiego w woj. kieleckim. Po wojnie gmina zachowała przynależność administracyjną. 1 lipca 1952 roku gmina składała się z 21 gromad: Borów, Dębniak, Kazanów, Kochanów, Kopiec, Kowalków, Kroczów Mniejszy, Kroczów Większy, Miechów, Miechów kol., Niedarczów Dolny, Niedarczów Górny, Ostrownica, Ostrownica kol., Ostrówka, Osuchów, Ruda, Tomaszów, Wólka Gonciarska, Zakrzówek i Zakrzówek kol..
Jednostka została zniesiona 29 września 1954 roku wraz z reformą wprowadzającą gromady w miejsce gmin. Po reaktywowaniu gmin 1 stycznia 1973 roku gminy Miechów nie przywrócono, utworzono natomiast jej terytorialny odpowiednik, gminę Kazanów w powiecie zwoleńskim w tymże województwie.